# Стенино (Московская область)
Сте́нино — деревня в Орехово-Зуевском муниципальном районе Московской области. Входит в состав сельского поселения Новинское. Население — 18 чел. (2010).

## География
Деревня Стенино расположена в западной части Орехово-Зуевского района, примерно в 18 км к югу от города Орехово-Зуево. По западной окраине деревни протекает река Оботь. Высота над уровнем моря 119 м. Ближайшие населённые пункты — деревни Глебово, Коротково и Дуброво.

## Название
Название связано с производной формой календарного личного имени Степан — Стеня.

## История
В 1906-1907 гг. в деревне была построена Церковь Покрова Пресвятой Богородицы, в середине XX века разрушена.
В 1926 году деревня входила в Дубровский сельсовет Запонорской волости Орехово-Зуевского уезда Московской губернии.
С 1929 года — населённый пункт в составе Куровского района Орехово-Зуевского округа Московской области, с 1930-го, в связи с упразднением округа, — в составе Куровского района Московской области. В 1959 году, после того как был упразднён Куровской район, деревня была передана в Орехово-Зуевский район.
С середины 1960-х годов и до 1999 года в деревне располагался гараж автомобилей почтовой службы.
До муниципальной реформы 2006 года Стенино входило в состав Новинского сельского округа Орехово-Зуевского района.

## Население
В 1926 году в деревне проживало 228 человек (117 мужчин, 111 женщин), насчитывалось 53 хозяйства, из которых 41 было крестьянское. По переписи 2002 года — 30 человек (8 мужчин, 22 женщины).
| 1926 | 2002 | 2006 | 2010 |
| ---- | ---- | ---- | ---- |
| 228  | ↘30  | →30  | ↘18  |